# NGC 5447
NGC 5447 é uma nuvem estelar, parte da Galáxia do Cata-vento, na direção da constelação de Ursa Major. O objeto foi descoberto pelo astrônomo William Herschel em 1789, usando um telescópio refletor com abertura de 18,6 polegadas. 